# Прапор Смодної
Пра́пор Смодної — офіційний символ села Смодна, Косівського району Івано-Франківської області, затверджений 28 грудня 1997 р. рішенням Смоднянської сільської ради.
Автор — Андрій Гречило.

## Опис
Квадратне полотнище, на синьому фоні стоїть жовтий кінь, знизу шиповано відділена біла смуга (завширшки в 1/3 сторони прапора), на якій повернута до древка синя форель.

## Зміст
За основу символів взято сюжет з конем, який був на печатках села в ХІХ ст. Доповнено зображенням форелі, яка символізує місцеві природні багатства. Синя основа означає річку Рибницю.